# Padlí révy

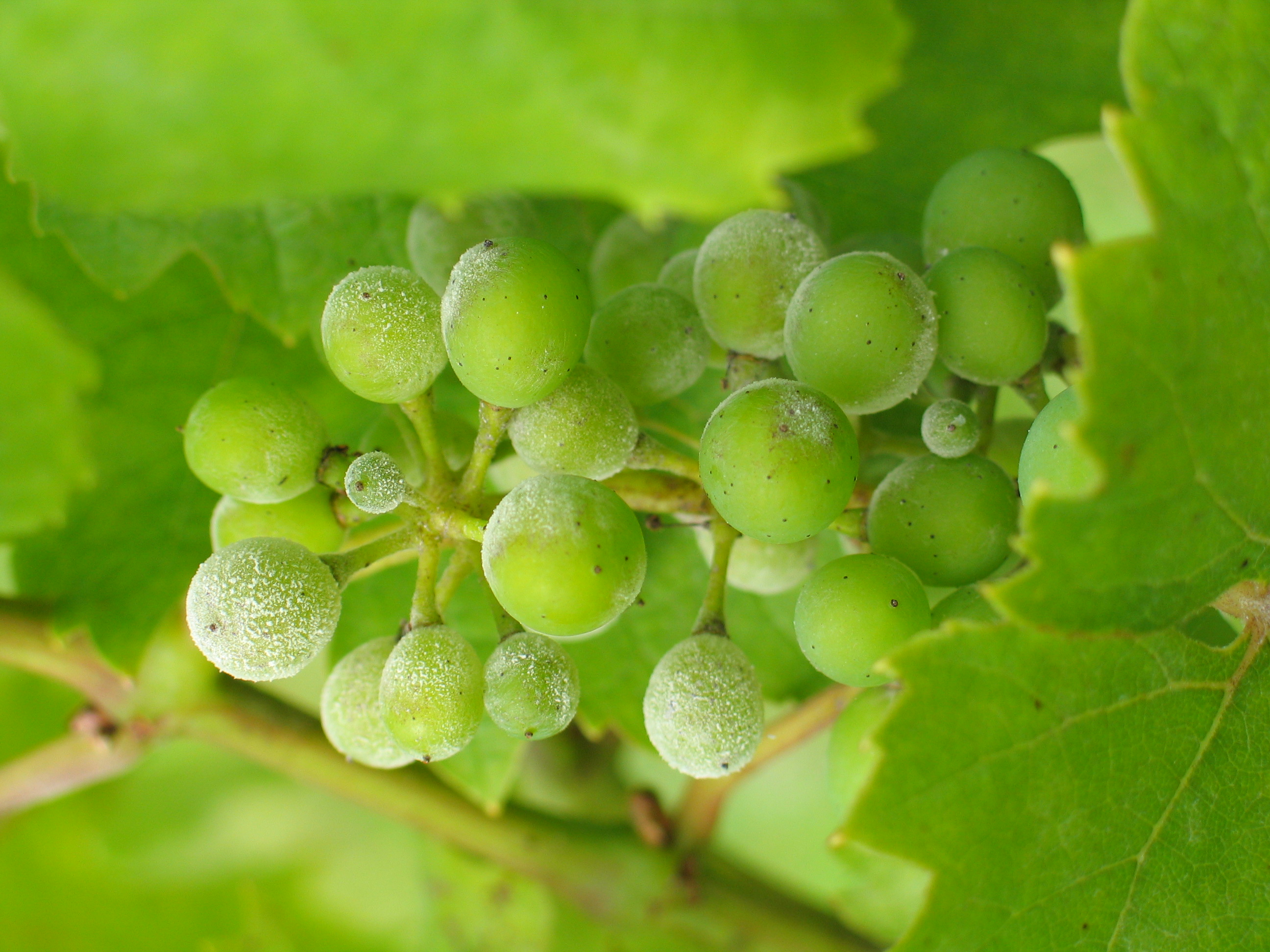
Padlí révy

Padlí révy patří mezi choroby révy vinné. Je způsobovaná houbami Erysiphe necator a Uncinula necator (známá také pod jménem nepohlavní formy životního cyklu Oidium truckeri) z čeledi  Erysiphaceae.  Vyskytuje se zejména na lokalitách s množstvím srážek a trvale vysokou vzdušnou vlhkostí.
Padlí révy patří mezi nejvýznamnější choroby révy vinné. V minulosti byla nejvýznamnější chorobou révy na území ČR plíseň révy (původce Plasmopara viticola). Vína z infikovaných hroznů mají nižší obsah aromatických látek, cukrů a červená vína obsahují méně barviv (antokyanů).

## Synonyma patogena
Podle biolib.cz je pro patogena s označením Erysiphe necator používáno více rozdílných názvů, například Acrosporium tuckeri nebo Uncinula americana.

## Zeměpisné rozšíření
Původně bylo padlí révy rozšířeno na jihovýchodě Spojených států amerických na volně rostoucích amerických druzích rodu Vitis. Pohlavní stadium (teleomorfa) popsáno již roku 1834. Do Evropy byl pravděpodobně zavlečen s infikovanými rostlinami. První výskyt choroby na území Evropy byl popsán v roce 1845. V roce 1866 byla choroba zjištěna i v Austrálii. Na počátku 21. století je padlí révy rozšířeno ve všech oblastech pěstování révy.

### Výskyt v Evropě
První výskyt choroby na území Evropy byl pozorován v roce 1845 v Anglii, nepohlavní stadium (anamorfa) bylo zjištěno na rostlinách révy pěstovaných ve sklenících. V následujících letech se choroba rychle šířila.

## Hostitel
Hostitelskými druhy jsou rostliny čeledi révovitých (Vitaceae) rody
- réva (Vitis spp.) včetně asijských druhů

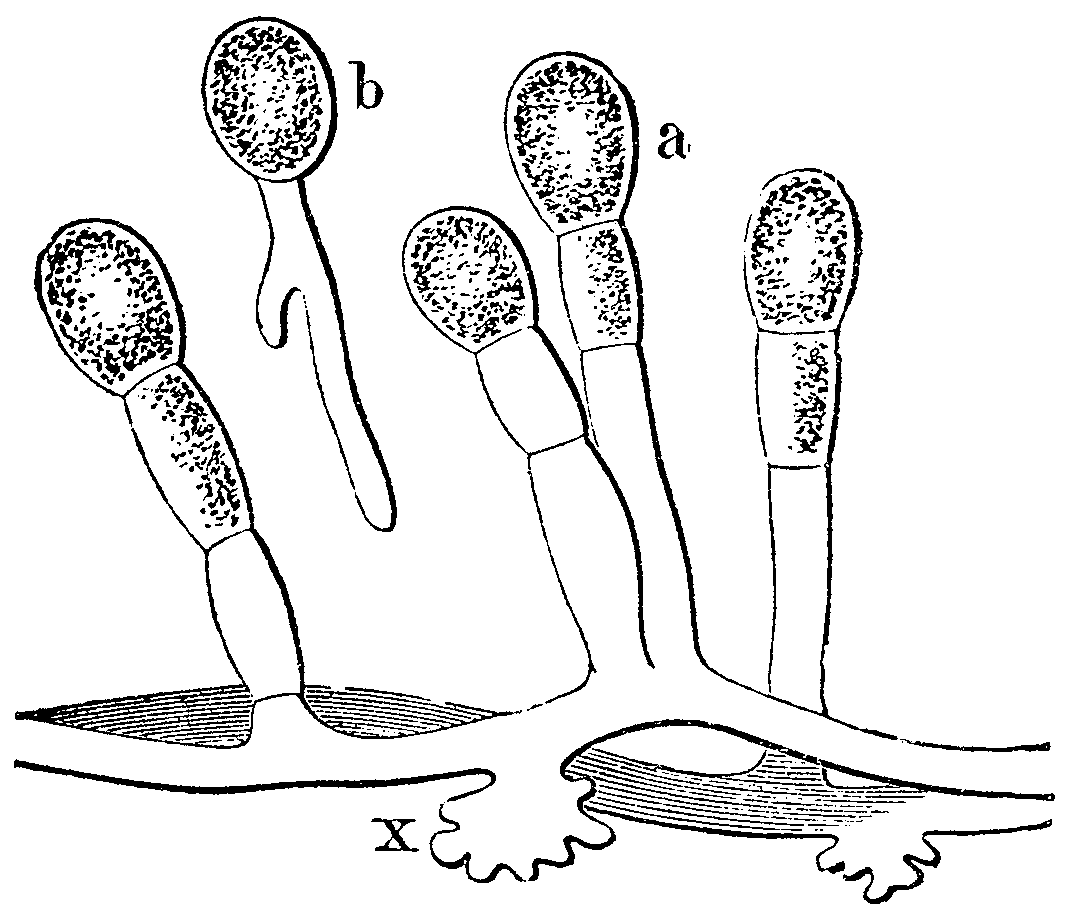
Padlí révy, stélka, spora

- loubinec (Parthenocissus spp.)
- žumen (Cissus spp.)
- révovník (Ampelopsis spp.)

## Biologie
Vývoj patogena je tedy vázán na přítomnost hostitelských druhů a probíhá na povrchu hostitele. Patogen napadá všechny části rostliny. Během vegetace dochází k opakování vývojových cyklů patogenu a s rostoucím počtem cyklů narůstá i intenzita poškození. Rychlost vývoje patogenu závisí od průběhu počasí, především výšky teplot.

### Přezimování
Patogen může přezimovat jako mycelium mezi šupinami pupenů („oček“) nebo v podobě plodnic (kleistothecium) na povrchu borky a na opadaných listech. Nejčastějším zdrojem primární infekce je ve většině oblastí pěstování, včetně ČR, přezimující mycelium patogenu. Teplota nižší než −15 °C  mycelium zahubí. Askospory snášejí teploty až −27 °C.

### Vývojový cyklus
Na jaře, brzy po vyrašení jsou napadány letorosty vyrůstající z infikovaných pupenů (oček). Na povrchu infikovaných letorostů se zpočátku tvoří povlaky světlého mycelia, později napadená pletiva nekrotizují, tvoří se charakteristické červenohnědé protáhlé skvrny, slabě vyvýšené nad povrch. Na listech vyrůstá mycelium. Listy vadnou, nekrotizují, svinují se. Napadené plody jsou zpočátku pokryté bílým myceliem, později  tmavnou, nekrotizují, svrašťují se a bobule odumírají. Typickým příznakem napadení bobulí je tzv. „semenná průtrž“.

#### Semenná průtrž
„Semenná průtrž“ vzniká poškozením epidermálních buněk bobulí patogenem v pozdějších fázích vývoje, napadené buňky přestávají růst, ale dužnina stále pokračuje v růstu. V důsledku napětí dojde k prasknutí pokožky bobule a vyhřeznutí dužniny a semen. Napadený hrozen vadne, ale zůstává na keři. Poškozené bobule jsou sekundárně napadány dalšími patogeny.

### Popis patogena

#### Nepohlavní stadium
Z přezimovaného mycelia se diferencují konidiofory a tvoří se jednobuněčné konidie. Konidie jsou přenášeny větrem nebo vodními kapkami.
Klíčení konidií probíhá při teplotách (6)7–31(33) °C s optimem 24–25 °C. Klíčení je inhibováno při teplotách nižších než 5 °C. Teplota nad 40 °C  konidie ničí. Konidie potřebuje ke klíčení relativní vlhkosti vzduchu 30–95 %. Neklíčí ve vodě (ovlhčení deštěm). Intenzivní nebo vytrvalé dešťové srážky mají naopak negativní vliv na šíření choroby. Důležitým faktorem je také nízká intenzita slunečního záření (oblačné počasí). Obvykle však trvá jeden vývojový cyklus 7–10 dnů.

#### Pohlavní stadium
Askospory se vyvíjejí ve vřeckách (ascum) uvnitř plodnic, kleistothecií. Kleistothecia se tvoří až koncem léta v porostech mycelia. Askospory  snášejí i velmi nízké teploty (až −27 °C). Pro vývoj askospor je důležitá přítomnost vody ve formě vodních kapek.

## Příznaky
Bílé až šedobílé mycelium na povrchu rostlin. Mycelium má zpočátku charakter jemné pavučiny. Na podzim se tvoří i konidiofory s konidiemi v podobě jemného bílého poprašku.

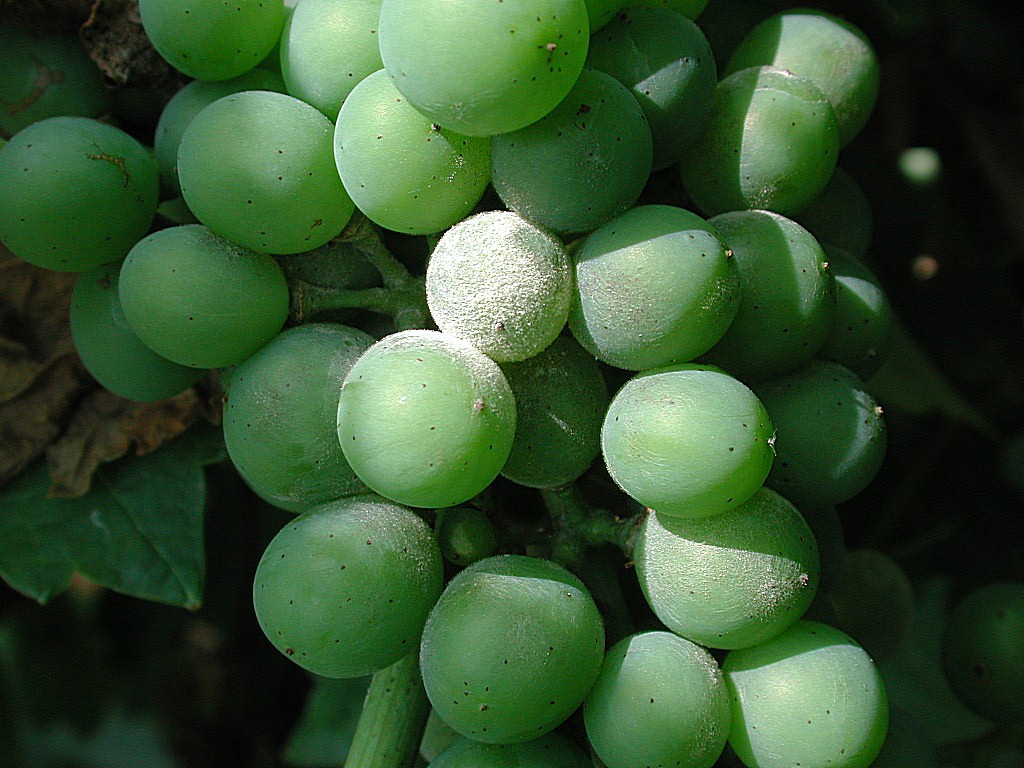
Padlí révy na plodech révy

### Možnost záměny
Příznaky napadení padlím jsou charakteristické a zejména pokročilé napadení listů, plodů (bobulí), plodenství (hroznů) patogenem je zcela nezaměnitelné.

## Ochrana rostlin

### Prevence
Výběr vhodného stanoviště, vytváření optimálních podmínek pro rostliny a nevhodných podmínek pro vznik a šíření choroby. Důležitá je vyrovnaná výživa rostlin, správný poměr živin a dodržení vhodného sponu. Včasné a úplné provádění zelených prací zajistí dobré provzdušnění keřů, rychlejší osychání rostlinných částí a orgánů a snížení nebezpečí vzniku infekcí.

### Rezistentní odrůdy
Evropské odrůdy révy vinné se vyznačují různým stupněm odolnosti nebo tolerance vůči patogenům. V současnosti však není pěstována žádná geneticky rezistentní odrůda révy k původci padlí révy. Naopak většina pěstovaných odrůd je k padlí citlivých. 
Z registrovaných bílých odrůd jsou považovány za odolné: 
- Ryzlink vlašský
- Rulandské bílé
- Tramín červený

Tolerantní k padlí je odrůda Rulandské šedé, středně odolná je odrůda Děvín. 
Z modrých odrůd jsou odolné zahraniční odrůdy 
- Syrah/Shiraz
- Malbec

Za tolerantní modré odrůdy jsou považovány odrůdy Kadarka, Merlot, Sangiovese, Grenache. Všechny uvedené modré odrůdy však mají vysoké tepelné nároky a dlouhou vegetační dobu a proto nejsou v ČR vůbec pěstovány, případně pouze v malém rozsahu a v nejkvalitnějších polohách (Merlot).

### Opatření při výskytu

#### Agrotechnická opatření
Odstraňováním infikovaných letorostů při řezu lze pomáhat částečnému snížení infekčního tlaku patogenu. V případě časných infekcí v předchozím roce, kdy byly infikovány spodní pupeny (očka), které i po řezu zůstávají na keři, však zůstávají infekční zdroje zachovány. Proto má včasné zahájení ochrany a její kvalitní provedení vliv i na rozsah napadení v roce následujícím. Mechanická ochrana spočívá v případném odstraňování silně napadených rostlinných částí nebo orgánů, které by zabránilo dalšímu šíření choroby.

#### Biologický boj
V současné době není v ČR dostupný žádný biologický preparát proti původci padlí révy. Na územích, které nejsou územím ČR jsou na počátku 21. století některé biologické přípravky registrovány. Prodáván je přípravek obsahující konidie hyperparazitické houby Ampelomyces quisqualis Ces. (Deuteromycetes) nebo Pseudozyma flocculosa (Traquair, Shaw & Jarvis).

#### Chemická ochrana
Jedním z nejdéle používaných fungicidů je síra, která se používá v ochraně proti původcům houbových chorob již více než 150 let. Dobrá účinnost síry ale nastává až při teplotách nad 18 °C. Při teplotě nad 32 °C a vysoké relativní vlhkosti vzduchu působí síra fytotoxicky.
K zajištění ochrany po celé vegetační období je zapotřebí více ošetření. V systémech integrovaného pěstování révy v rámci agroenvironmentálních opatření byl stanoven limit maximálně 6 ošetření proti padlí révy během sezóny. Na základě výjimky z Nařízení vlády č. 79/2007 Sb., v platném znění, byl limit počtu povolených ošetření zvýšen na 8, avšak při současném krácení výše dotace o 25 % při 7 ošetřeních a o 50 % při 8 ošetřeních.

##### Prognóza
V ČR se využívá prognostických metod, které jsou založeny na vyhodnocování ekologických požadavků patogenu (tj. vhodnosti meteorologických podmínek – úhrnu srážek a teploty). Systém Galati-Vitis představuje tzv. systém na podporu rozhodování (Decision support system = DSS), jde o aplikaci provozovanou on-line.

##### Signalizace ošetření
Na základě růstové fáze porostu lze signalizovat termín ošetření. Proti primárním konidiovým infekcím signalizuje fáze 6 listů (tj. přibližně 3–4 týdny po vyrašení). Další ošetření se zahájí až těsně před květem nebo dokonce až krátce po odkvětu révy.
Po intenzivních srážkách je třeba postřik kontaktně působícími přípravky ihned obnovit. Na závěr období ošetřování se doporučuje opakovaně použít přípravky ze skupiny strobilurinů. Období ohrožení hroznů a tedy ošetřování révy končí až ve fázi zrání, zaměkání hroznů, infekce probíhají až do dosažení 8% obsahu cukru, sporulace (tvorba konidií) končí až při dosažení 12% cukernatosti hroznů.

##### Povolené přípravky
- Agrosales - Kresoxim
- AV Kreso
- AZOXY- MAX
- Cabrio Top
- Discus
- Discus 50 WG
- Domark 10 EC
- Falcon 460 EC
- Flint
- FLINT 50 WG
- Impulse Super
- IQ-Crystal
- Karathane Gold
- Karathane New
- KeMiChem-Penconazol 100 EC
- KeMiChem-Trifloxystrobin 50 WG
- Kresox (50 WG)
- Kumulus WG
- LEGEND
- Monili 50 WG
- Prokvadris Max
- Prosper
- Punch 10 EW
- Quadris
- Quadris  Max
- Quinoxyfen - IQ
- Rombus Trio
- Spiron 500 EC
- Sulfolac 80 WG
- SULFURUS
- Talendo
- Topas 100 EC
- Universalis
- Vivando
- Zato 50 WG

Seznam podle informací SRS.